# Дудукин, Михаил Михайлович
Михаи́л Миха́йлович Дуду́кин (6 августа 1930, с. Липяги, Чернавский район, Московская область, СССР — 27 декабря 2012, с. Липяги, Милославский район, Рязанская область, Россия) — свинарь совхоза «Липяговский» Милославского района Рязанской области, Герой Социалистического Труда (1966).

## Биография
Родился 6 августа 1930 года в селе Липяги Чернавского района Московской области (ныне — Милославского района Рязанской области) в семье рабочего. По национальности русский.
Окончив 6 классов местной сельской школы, в 13 лет трудоустроился в полеводческую бригаду колхоза имени Куйбышева. В 1949 году окончил двухгодичные курсы трактористов в городе Лебедянь Рязанской (ныне — Липецкой) области. В 1949—1950 годах работал по полученной специальности трактористом в машинно-тракторной станции (МТС) родного села. В 1950—1953 годах — в рядах Советской Армии в составе Группы советских войск в Германии.
После демобилизации вернулся на малую родину и до 1960 года работал трактористом в МТС. В 1960—1969 годах — свинарь свиноводческой фермы совхоза «Липяговский» Милославского района Рязанской области. Многократный победитель социалистических соревнований сельского хозяйства, будучи участником Выставки достижений народного хозяйства (ВДНХ) СССР завоёвывал медали выставки.
Указом Президиума Верховного Совета СССР от 22 марта 1966 года «за достигнутые успехи в развитии животноводства, увеличении производства и заготовок мяса» удостоен звания Героя Социалистического Труда с вручением ордена Ленина и золотой медали «Серп и Молот».
В 1969—1975 годах — глава бригады свиноводческой фермы совхоза «Липяговский», а в 1975—1993 годах — управляющий Бутровского отделения того же совхоза. В 1993 году вышел на пенсию, жил в родном селе, где скончался 27 декабря 2012 года. Похоронен на местном кладбище.
Награждён орденом Ленина (22.03.1966), медалями, в том числе «За доблестный труд в Великой Отечественной войне 1941—1945 гг.», а также золотыми медалями ВДНХ СССР (1967, 1968).